# Camps de l'Escaiola
Els Camps de l'Escaiola és un paratge de camps de conreu del terme municipal de Sant Quirze Safaja, de la comarca del Moianès.
Estan situats al nord-oest del Maset i del Serrat del Maset, a migdia de la Roureda, al nord-est del Rost de les Pinasses i a ponent del Cucut